# Система передачи информации космического аппарата
Система передачи информации космического аппарата — совокупность программных и аппаратных средств, позволяющих передавать информацию между космическим аппаратом (КА) и центром управления полётом этого космического аппарата.
Передаваемую информацию можно разделить на три основных типа:
- научная информация (КА-Земля);
- служебная и телеметрическая информация (КА-Земля);
- командно-программная информация (Земля-КА).

Схема системы управления космическим аппаратом

Управление полётом космического аппарата осуществляется автоматизированной системой управления, состоящей из двух основных частей: бортовой и наземной. Бортовой комплекс управления космическим аппаратом состоит из двух главных систем: управления движением и управления ориентацией. Наземный автоматизированный комплекс управления объединяет наземные командно-измерительные пункты, центры управления полётом космического аппарата и баллистические центры.
Основной задачей системы управления космическим аппаратом является управление ориентацией космического аппарата и движением его центра масс. Для этого необходимы системы передачи командно-программной информации на космический аппарат и телеметрической информации от него.
Системы передачи командно-программной информации (КПИ) и телеметрической информации (ТМИ) используют цифровую форму представления сообщений в виде равномерного двоичного кода. Известно, что в этом случае оптимальными являются противоположные сигналы, которые могут быть получены при фазовой манипуляции гармонического колебания. При воздействии аддитивного «белого» шума оптимальный приёмник сигналов представляет собой перемножитель образца принимаемого сигнала и смеси сигнала с шумом. Результат перемножения интегрируется на интервале длительности символа и сравнивается с нулевым порогом.
При идеальном приёме все значащие моменты времени принимаемого сигнала должны быть известны. Для этого приёмник содержит устройство синхронизации, которые, как привило, реализуются в виде замкнутых систем, следящих за фазами несущей, поднесущей и символьной частот. Замкнутые следящие системы фазовой автоподстройки частоты требуют дополнительной аппаратуры и дополнительного времени на поиск и захват сигнала по частоте и фазе. В то же время асинхронные системы приёма цифровых сигналов обладают худшими удельными расходами энергии. И более широкой полосой частот, однако, они аппаратно менее сложны и позволяют с меньшими задержками обеспечить приём сигналов.
Для дальних космических аппаратов энергетический потенциал сигнала на входе бортового приёмника при использовании малонаправленной антенны не превышает 1000 Гц. При таком энергетическом потенциале при последовательных методах поиска несущей частоты и фазы сигнала в пределах неопределённости знания радиальной скорости космического аппарата на вхождение в синхронизм затрачивается порядка 300 секунд. Примерно столько же времени необходимо для поиска фазы моделирующей последовательности. Итого для полного вхождения в синхронизм бортовому приёмнику требуется до 600 с. Такое время вхождения в синхронизм не слишком велико в штатной ситуации, ибо сеанс связи с дальним космическим аппаратом может длиться довольно продолжительное время. Однако в аварийной ситуации, например при потере ориентации и вращении космического аппарата, уровень сигнала на входе приёмника сильно меняется в течение 1-2 минут из-за неравномерности диаграммы направленности бортовой антенны. В такой ситуации 600 с, требуемые для синхронизации, не позволят установить связь с космическим аппаратом.
Таким образом, можно обосновать структуру сигнала в радиолиниях системы передачи командно-программной и телеметрической информации. Энергетический потенциал радиолинии КА — Земля всегда на порядок выше, чем радиолиния Земля — КА, из-за возможности использования на Земле в 100—1000 раз более мощного передатчика, в то время как чувствительность наземного приёмника выше, чем у бортового приёмника, всего в 10 раз. Это означает, что при одинаковой скорости передачи информации по этим радиолиниям для передачи командно-программной информации можно использовать неоптимальные (асинхронные) методы приёма сигналов ради исключения системы синхронизации и повышения тем самым надёжности вхождения в связь, а также ради уменьшения массы аппаратуры на космическом аппарате.
При создании радиолинии систем передачи командно-программной и телеметрической информации дальних космических аппаратов учитываются следующие условия их работы:
- большой диапазон изменения расстояния между космическим аппаратом и Землёй в процессе осуществления проекта;
- большое доплеровское смещение частоты принимаемого сигнала за счёт взаимного движения космического аппарата и движения станции;
- сильное влияние среды распространения (атмосфер Земли и исследуемой планеты, межпланетного пространства и околосолнечной плазмы) на изменение амплитуды, фазы и частоты сигнала;
- ограничение массы, габаритов и энергопотребления бортовой аппаратуры;
- высокая надёжность бортовой аппаратуры, вытекающая из высокой стоимости проекта и жёстких астрономических сроков осуществления проекта.